# Свєрчков Микола Єгорович
Мико́ла Єго́рович Свєрчко́в (рос. Николай Егорович Сверчков; 2 лютого 1817, Царське Село, Російська імперія — 25 липня 1898, там же) — російський художник, що спеціалізувався в жанрах батального й анімалістичного живопису. Академік і професор Імператорської академії мистецтв, кавалер ордену Почесного легіону. Наставник живописця Миколи Атриганьєва.

## Життєпис
Народився 2 лютого 1817 року в родині придворного службовця. Оскільки його батько служив старшим конюхом на імператорських стайнях, у дитинстві хлопець мав змогу часто спілкуватись з кіньми. Ці перші натурні спостереження сильно вплинули на розвиток його уяви і навчили розрізняти найменші екстер'єрні особливості тварин. Батько, своєю чергою, побачивши у дев'ятирічного сина хист до малювання, віддав того до Виховної школи при Імператорській академії мистецтв. Через півтора року ці перші кроки до майстерності урвала хвороба майбутнього художника. Покинувши Виховну школу, він продовжив навчання в училищі Петришуле. Професійні навички митця Микола Свєрчков розвивав самостійно, весь час малюючи коней з натури і копіюючи роботи видатних живописців. Цю юнацьку закоханість у тварин він проніс через все життя, залишаючись вірним анімалістичній тематиці до самої смерті.
У 1839 році 22-річний М. Є. Свєрчков демонструє на Академічній виставці свої перші роботи, які сприйняли прихильно, надавши йому звання вільного художника. У 1840 році живописець створює серію кінних портретів для петербурзького аматора С. Яковлєва. Надалі віддає перевагу зображенню жанрових сцен з побуту російських дворян, мисливців, селян, ямщиків, а також малює портрети видатних коней на замовлення власників. Для виконання деяких замовлень художник долає відстані в 2500 верст. З 1844 року його твори демонструються на академічних виставках щорічно.
Проте, найвищої майстерності він досягає в жанровому малярстві. В 1852 році за картину «Поміщицька тройка перетинає на повному скаку валку, що тягнеться великим шляхом» М. Є. Свєрчкову надають звання «академіка живопису народних сцен», а 1855 року нагороджують званням професора за полотно «Дорожні» (повна назва «Важкий екіпаж з пасажирами, що їде в спекотний літній день»).

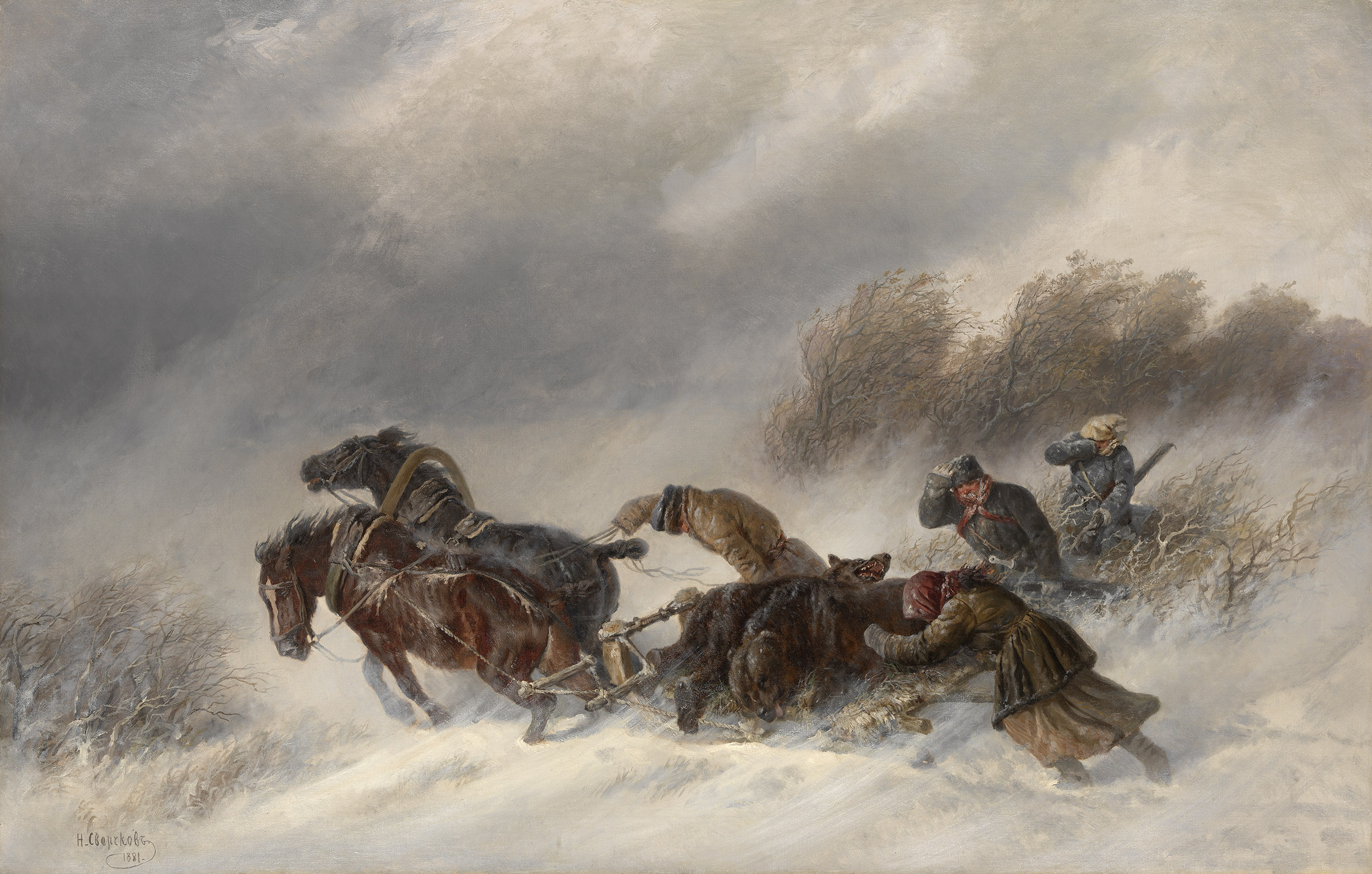
«Повернення з ведмежого полювання» (1863).

На середину XIX століття припав розквіт його художньої кар'єри. Всіма визнаний майстер у 1863 році демонструє свої роботи на Всесвітній виставці в Парижі, в картинній галереї Лувра. Французькі мистецтвознавці високо оцінили його хист, нагородивши орденом Почесного легіону за картину французької тематики, що зображала перегони з перешкодами в Ламарші. За іншими відомостями, цю нагороду М. Є. Свєрчков отримав за три картини — «Станція», «Ярмарок» і «Повернення з ведмежого полювання», причому останню придбав сам Наполеон III. Того ж року для виставки у Брюсселі М. Є. Свєрчков малює картини «Туманний ранок при сході сонця», «Подорожній, захоплений хуртовиною», «Портрет Чихачьова верхи на коні під час його подорожі Туреччиною». Після цього успіху він покоряє Лондон, де на Всесвітній виставці особливо відзначили полотна «Полювання на вовків» і «Кінський ярмарок», причому остання картина була продана за дуже високою на той час ціною — 22 000 франків. Загалом у Лондоні М. Є. Свєрчков продав 40 полотен, включно з 13 акварельними малюнками.

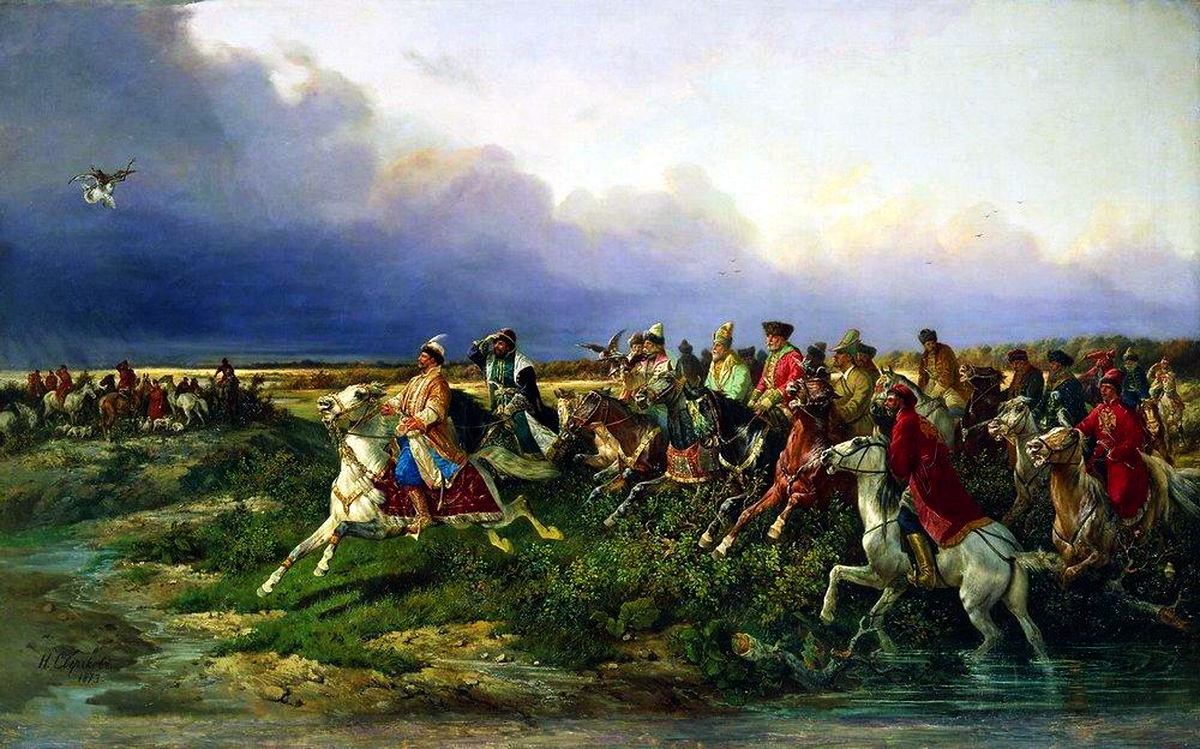
«Цар Олексій Михайлович з боярами на соколиному полюванні» (1874).

Ця гучна слава привернула до нього увагу можновладців. Після повернення до Санкт-Петербурга в 1864 році М. Є. Свєрчков отримує замовлення на три історичних полотна. Перше, «Виїзд царя Олексія Михайловича на огляд військ», він написав 1866 року, друге, «Цар Олексій Михайлович з боярами на соколиному полюванні», завершив у 1874, а третє — «Виїзд царя Івана Грозного в паломництво» — у 1878 році. Надалі замовлення від царської родини надходили йому до 1882 року. 1979 року М. Є. Свєрчков знов виставляє свої роботи на Всесвітній виставці у Філадельфії, де його картина «Масниця в селі» отримує медаль. На схилі життя художник черпав натхнення у творах відомих сучасників. Зокрема, повість Льва Толстого «Холстомєр», в якій розповідається про трагічну долю коня, надихнула його на написання двох акварелей — «Холстомєр в молодості» і «Холстомєр в старості» (1891).
Помер Микола Єгорович у рідному Царському Селі (нині Пушкін) 25 липня 1898 року. Загалом його творча спадщина налічує 350 картин, 100 малюнків і 12 скульптур. Багато полотен М. Є. Свєрчкова через приватні руки потрапили до колекції відомого коняра і мистецтвознавця Я. І. Бутовича, яка згодом стала основою зібрання Музею конярства. Три історичних полотна художника демонструються в Оружейній палаті, обидва портрета Холстомєра знаходяться у Державному музеї Льва Толстого. Поодинокі картини й акварелі представлені в зібраннях Державного музею образотворчих мистецтв Республіки Татарстан, Єкатеринбурзького музею образотворчих мистецтв, приватних колекціях.

## Аналіз творчості
Основним жанром, в якому малював свої полотна М. Є. Свєрчков, був анімалістичний, окремі з його пізніх картин слід віднести до батального й історичного жанрів, однак і на них в сцени так чи інакше вписані тварини: коні, собаки, соколи. Взагалі любов до коней була у житті митця головною, вони присутні у переважній більшості його робіт як не в ролі головних, то другорядних образів. Відомо небагато картин М. Є. Свєрчкова, на яких він зобразив виключно людей («Спляча дівчина») або інших тварин («Впійманий вовк», «Два птаха на трояндовій гілці», «Собака і заєць» тощо). Художник віддавав перевагу великим планам з відносно невеликою кількістю фігур, багатофігурних панорамних полотен в його доробку майже немає.

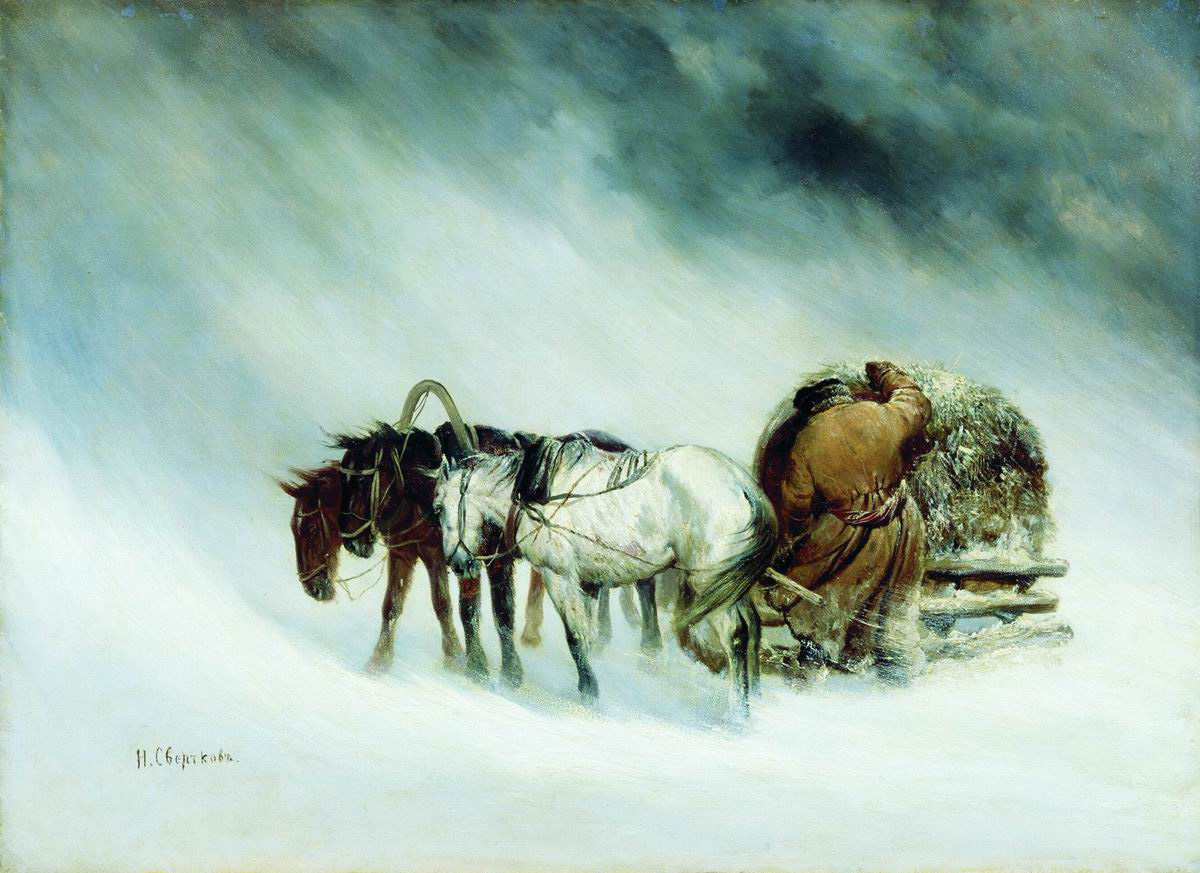
«У хуртовину» (1855).

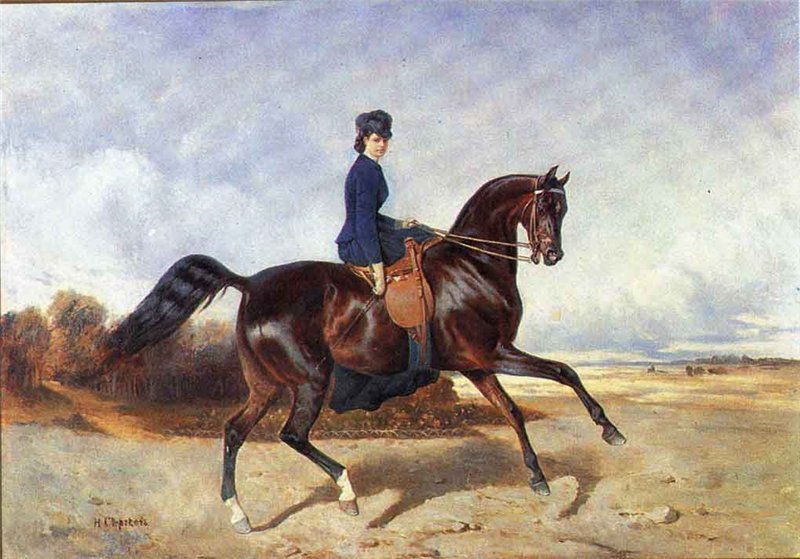
«А. Я. Панаєва в дамському сідлі верхи на коні» (1854).

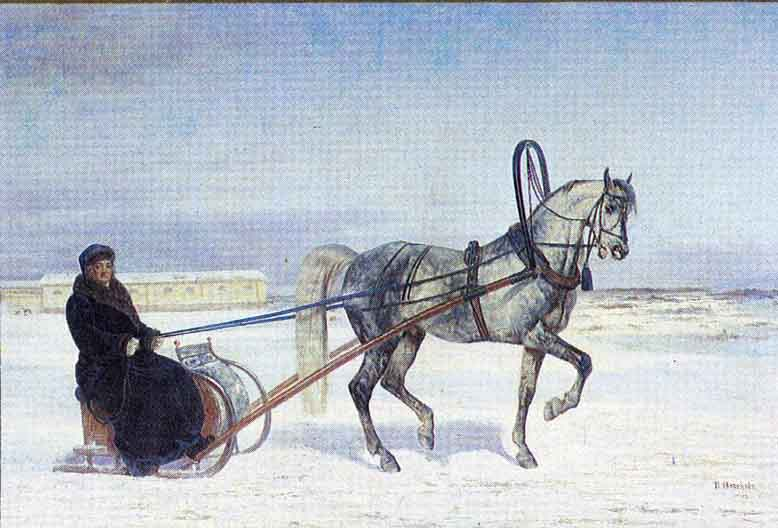
«О. Г. Орлов-Чесменський в санях, запряжених Барсом I» (1871).

За характером зображень картини художника відносять до реалістичної школи. Їх можна поділити на дві групи: 1) жанрові полотна, що відтворюють побутові сцени; 2) портрети тварин і людей. На жанрових полотнах він часто зображав полювання, дорожні сцени («Поміщиця в дорозі»), народні змагання («Масниця», «Перегони»). Ця частина його доробку особлива багата на зображення традиційних російських запрягів — тройок. Серед картин «троєчного» циклу найвідоміші «Тройка в місячну ніч», «Тройка в степу» (1850), «Тройка сірих в санях» (1856), «Тройка в хуртовину» (1896). Критики відзначають динаміку, притаманну його жанровим полотнам: на них коні часто зображені у швидкому русі, пориві, а в статичних сценах враження руху створюють деталі тла (сильний вітер, заметіль), як от, наприклад, на відомому полотні «У хуртовину» (1855). Взагалі, М. Є. Свєрчков любив зображати сніг і зимову негоду, його зимові цикли картин вирізняються багатством сюжетів. Окремі жанрові картини художника створюють психологічне напруження, показуючи людей і тварин у критичних обставинах. Серед таких найбільш відомі «Вовки наздоганяють», «Конюх виводить коня зі стайні» (1864), «Подвиг городового Олексія Тяпкіна 8 листопада 1868 р.», «Пожежа в степу і табун, що біжить».
Портретні роботи М. Є. Свєрчкова неоднорідні за стилем. На кінних повнофігурних портретах людей художник зображав тварин настільки реалістично, що деякі з цих робіт становлять документальну цінність для конярства. Наприклад, картини «А. Я. Панаєва в дамському сідлі верхи на коні» і «Російський офіцер верхи на вороному коні» (обидві 1854) детально відтворюють екстер'єр коней орлово-ростопчинської породи, чистокровне поголів'я якої було втрачене. Саме задля цієї технічної точності багаті конярі замовляли художнику портрети своїх найкращих вихованців. Пензлю М. Є. Свєрчкова належать портрети видатних орловських рисаків Обеяна Сєрєбряного, Лєбєдя I, Лєбєдя IV, Візаура III, Горностая V, Летучого. Окрім натури художник послуговувався історичними описами найкращих плідників. Так було із його відомою картиною «О. Г. Орлов-Чесменський в санях, запряжених Барсом I» (1871), на якій постать Барса I, родоначальника орловської породи, було змальовано з іншого рисака бездоганних статей — Добрині. Коні під сідлом або в запрягах часто слугували художнику своєрідною «рамкою», в яку він вписував зображення відомих людей, в такому стилі створені портрети імператорів Миколи I, Олександра II, Олександра III, імама Шаміля, графа О. Г. Орлова.
Хоча М. Є. Свєрчков як успішний митець за родом діяльності був пов'язаний із заможним дворянством, він не обмежував свою творчість виключно портретами багатих замовників. З притаманною йому демократичністю і теплотою, що походила з ранніх років життя, він звертався у живописі до сцен народного побуту. Серед його фолькльорних образів вагоме місце займають постаті селян і ямщиків, яких М. Є. Свєрчков змальовував під час роботи, розваг, відпочинку. Митець уникав академічної ідеалізації живопису, не гребуючи показувати своїх натурщиків у злиднях і приниженні («Пригода на дорозі», «Діти з хмизом», «Мертвий кінь»).
Слід зауважити, що М. Є. Свєрчков першим у Росії почав цілеспрямовано малювати саме породистих коней, з-поміж яких першість віддавав орловським рисакам. Зображень цих тварин в його доробку особливо багато. Серед коней інших порід на його картинах можна побачити безіменних, але висококровних скакунів — англійських верхових, орлово-ростопчинських, карабаських тощо. Художник не оминув увагою і селянських коней, яких малював з невимушеним реалізмом у пошарпаних стайнях. Крім того, М. Є. Свєрчков майстерно відтворив екстер'єр собак на полотнах «Мопс», «Кімнатний пінчер», «Полювання на вовків» (російські псові хорти), «Собака і заєць» (ґрейгаунд).

## Галерея
Картини з тройками
Сцени полювання
Соціально-побутові сцени
Коні різних порід
Інші тварини